# سحلب مفتوح
السحلب المفتوح (باللاتينية: Orchis patens) نوع نباتي ينتمي إلى جنس السحلب من الفصيلة السحلبية.

## الموئل والانتشار
موطن هذا النوع المغرب العربي وإيطاليا.

## مرادفات للاسم العلمي
- (باللاتينية: Androrchis patens (Desf.) D.Tyteca & E.Klein)
- (باللاتينية: Barlia patens (Desf.) Szlach.)
- (باللاتينية: Orchis brevicornis Viv.)
- (باللاتينية: Orchis brevicornis var. panormitana (Tineo) Nyman)
- (باللاتينية: Orchis kelleri Hunz. ex G.Keller & Soó)
- (باللاتينية: Orchis panormitana Tineo)
- (باللاتينية: Orchis patens var. brevicornis (Viv.) Rchb.f.)
- (باللاتينية: Orchis patens subsp. brevicornis (Viv.) K.Richt.)
- (باللاتينية: Orchis patens subsp. patens )